# Oberonia luzonensis
Oberonia luzonensis är en orkidéart som beskrevs av Oakes Ames. Oberonia luzonensis ingår i släktet Oberonia och familjen orkidéer.
Artens utbredningsområde är Filippinerna. Inga underarter finns listade i Catalogue of Life.